# Réunion des musées nationaux et du Grand Palais des Champs-Élysées
Die Réunion des musées nationaux et du Grand Palais des Champs-Élysées (RMN) (dt.: Vereinigung der Nationalmuseen und des Grand Palais des Champs-Élysées) ist eine Anstalt des öffentlichen Rechts, die unter ihrem Dach die bedeutendsten staatlichen Museen Frankreichs vereint. Die RMN mit Sitz in Paris untersteht dem französischen Kulturministerium und dem Service des Musées de France (SMF).

## Geschichte
Die Anstalt wurde 1885 auf Initiative von Raymond Poincaré und Georges Leygues gegründet und sollte die Möglichkeit von Ankäufen für die Museen erleichtern und die wichtigsten französischen Sammlungen vereinen, um einen Austausch unter den Museen zu vereinfachen. 1990 wurde der Verband zu einer Anstalt öffentlichen Rechts. Anfang 2011 wurde das Grand Palais Teil der RMN und der Name entsprechend erweitert. Von 2021 bis 2024 ist der Grand Palais Éphémère als temporäre Ausstellungshalle Teil der RMN.

## Ziele
Seit der Gründung ist eines der vorrangigen Ziele der Vereinigung der Erwerb neuer Werke für die Sammlungen der Museen. Außerdem organisiert die RMN gemeinsame Ausstellungen in den Museen und gibt Kunstbücher und Kataloge heraus. Die RMN verfügt über eine bedeutende Online-Fotothek für Bildende Kunst mit etwa 450.000 Bildern.

## Zugehörige Museen

### Paris
- Musée du Louvre
- Musée d’Orsay
- Musée de l’Orangerie
- Galeries nationales du Grand Palais
- Musée du Luxembourg
- Musée du Moyen Age
- Musée des Arts asiatiques-Guimet
- Musée national Eugène Delacroix
- Musée d’Ennery
- Musée Hébert
- Musée Jean-Jacques Henner
- Musée Gustave Moreau
- Musée Picasso
- Musée Rodin
- Palais de la Porte Dorée

### Großraum Paris
- Musée de la Renaissance, Écouen
- Musée du château de Fontainebleau
- Musée de Port-Royal des Champs, Magny-les-Hameaux
- Musée des châteaux de Malmaison et de Bois-Préau, Rueil-Malmaison
- Musée d’archéologie nationale, Saint-Germain-en-Laye
- Musée national de Céramique, Sèvres
- Musée des châteaux de Versailles et de Trianon, Versailles

### Andere Regionen
- Musée de la Maison Bonaparte, Ajaccio
- Musée napoléonien et Musée africain, Île-d’Aix
- Musée Fernand Léger, Biot
- Musée franco-américain du château de Blérancourt, Blérancourt
- Musée du château de Compiègne
- Musée Magnin, Dijon
- Musée national de Préhistoire, Les Eyzies-de-Tayac-Sireuil
- Musée national de la porcelaine Adrien Dubouché, Limoges
- Musée national des Deux Victoires, Mouilleron-en-Pareds
- Musée Marc Chagall, Nizza
- Musée du Château de Pau
- Musée Picasso La Guerre et la Paix, Vallauris
- Musée des Civilisations de l’Europe et de la Méditerranée (MuCEM), Marseille